# Alfredo Studer
Alfredo Studer (* 4. September 1963) ist ein Schweizer Gleitschirmpilot. Der gelernte Informatiker fliegt seit 1990 und legte seine Prüfung 1991 ab. Er ist Mitglied des Gleitschirmclubs PARAnoia und war mehrfacher Gewinner des Schweizer CCC und des Internationalen DHV Online-Contest. Sein weitester Flug ging über 314 km, sein bester Flug war ein 237 km FAI-Dreieck von Fanas aus. Sein bislang längster Flug dauerte über 10 Stunden.
Im Winter 2005/06 sowie von November bis Dezember 2007 arbeitete er mit André Bussmann an einem Weltrekordversuch über die freie Strecke im südafrikanischen De Aar, welcher jedoch nicht gelang, da die Wetterverhältnisse nicht mitspielten.

## Erfolge
Paragliding World Cup Einzel
- 1. Platz 2012 PWC Frankreich
- 2. Platz 2014 PWC Frankreich
- 1. Platz 2017 PWC Schweiz[1]

Internationale Open Events Einzel
- 3. Platz 2010 Bawü Open
- 2. Platz 2011 Polish Open
- 2. Platz 2012 Bawü Open
- 8. Platz 2012 Swiss Open
- 5. Platz 2013 German Open
- 2. Platz 2014 Swiss Open

Cross Country Cup Schweiz Einzel
- 1. Platz 2003
- 1. Platz 2004
- 2. Platz 2005
- 6. Platz 2007
- 4. Platz 2008
- 2. Platz 2009
- 9. Platz 2010

DHV Online-Contest International Einzel
- 1. Platz 2003
- 1. Platz 2004
- 3. Platz 2005
- 1. Platz 2006
- 19. Platz 2007
- 4. Platz 2008
- 6. Platz 2009
- 4. Platz 2010

Cross Country Cup Schweiz Clubwertung
- 1. Platz 2003
- 1. Platz 2004
- 1. Platz 2005
- 1. Platz 2006
- 1. Platz 2007
- 1. Platz 2008
- 2. Platz 2009

OLC-International Clubwertung
- 1. Platz 2004
- 2. Platz 2005
- 1. Platz 2006

Monte Lema Cup
- 1. Platz 2004
- 1. Platz 2005

SWING Challenge Open Class
- 1. Platz 2004
- 1. Platz 2005
- 1. Platz 2006